# Roots Manuva
Родні Хілтон Сміт (англ. Rodney Hylton Smith; нар. 9 вересня 1972, Лондон, Велика Британія) — англійський репер та продюсер, відоміший за сценічним ім'ям Roots Manuva. Починаючи з 1994 року видав кілька альбомів на своєму лейблі Big Dada. Вважається одним з найвпливовіших артистів у історії британської музики. Свій останній Bleeds альбом випустив у жовтні 2015 року.

## Біографія
Народився 1972 року в Стоквеллі, Лондон у родині емігрантів з Ямайки. 1994 року вперше взяв участь у професійному записі треку як учасник гурту IQ Procedure. Того ж року дебютував як Roots Manuva, взявши участь у записі синглу Blak Twang «Queen's Head». Наступного року вже записав свій сингл під назвою «Next Type of Motion».
1999 року випустив свій перший студійний альбом Brand New Second Hand. Наступний альбом Run Come Save Me вийшов 2001 року, а його провідний сингл «Witness (1 Hope)» з ліричним флоу та важким басом став справжнім гімном британської реп сцени. Пісня мала таку популярність, що газета «Таймс» писала: «це голос міської Британії, який охоплює даб, раггу, фанк та хіп-хоп та вибивається із зруйнованих вуличних куточків до танцювальних майданчиків, заповнених ганжею».
Як вокаліст, співпрацював з багатьма артистами, серед яких DJ Shadow, Mr. Scruff, U.N.K.L.E., Fun Lovin' Criminals, Nightmares on Wax, The Cinematic Orchestra, Бет Ортон, The Herbaliser, Leftfield, Coldcut та Gorillaz.

## Дискографія

### Альбоми
- Brand New Second Hand (1999)
- Run Come Save Me (2001)
- Dub Come Save Me (2002)
- Awfully Deep (2005)
- Alternately Deep (2006)
- Slime & Reason (2008)
- Duppy Writer (2010)
- 4everevolution (2011)
- Bleeds (2015)

### Міні-альбоми
- Next Type of Motion (1995)
- Awfully De/EP (2005)
- Banana Skank EP (2013)
- Stolen Youth EP (2013)

### Сингли
- «Juggle Tings Proper» (1999)
- «Motion 5000» (1999)
- «Witness (1 Hope)» (2001)
- «Dreamy Days» (2001)
- «Yellow Submarine» (2002)
- «Colossal Insight» (2005)
- «Too Cold» (2005)
- «Buff Nuff» (2008)
- «Again & Again» (2008)
- «Let the Spirit» (2008)
- «Do Nah Bodda Mi» (2009)
- «It's On (Banana Klan)» (2011)
- «Here We Go Again (feat. Spikey Tee)» (2011)
- «Don't Breathe Out» (2015)